# 尼帕尼
尼帕尼（Nipani），是印度卡纳塔克邦Belgaum县的一个城镇。总人口58061（2001年）。

## 人口
该地2001年总人口58061人，其中男性29191人，女性28870人；0—6岁人口6817人，其中男3616人，女3201人；识字率71.41%，其中男性为79.08%，女性为63.64%。